# Tour du Michoacán
Le Tour du Michoacán (en espagnol : Vuelta Internacional Ciclista Michoacán) est une course cycliste par étapes disputée dans l'État de Michoacán et ses alentours, au Mexique. Créé en 2011, il fait partie de l'UCI America Tour depuis 2018, en catégorie 2.2. 

## Palmarès
| Année | Vainqueur            | Deuxième              | Troisième                |
| ----- | -------------------- | --------------------- | ------------------------ |
| 2011  | Víctor García        | Carlos López González | Francisco Matamoros      |
| 2012  | Florencio Ramos      | Bernardo Colex        | Carlos López González    |
| 2013  | Víctor García        | José Ramón Aguirre    | Juan Pablo Magallanes    |
| 2014  | Juan Antonio Aguirre | Jairo López           | Florencio Ramos          |
| 2015  | Ignacio Prado        | Ulises Castillo       | José Manuel García Ponce |
| 2017  | Moisés Aldape        | José Ramón Aguirre    | Héctor Rangel            |
| 2018  | Nicolás Paredes      | Román Villalobos      | Óscar Sánchez            |